# Жан Епщайн
Жан Епщайн (на френски: Jean Epstein) е френски режисьор, критик и писател.

## Биография
Роден е във Варшава в семейството на френски евреин и полякиня на 25 март 1897 г. През 1908 г. баща му умира и семейството се премества в Швейцария, а по-късно Епщайн отива в Лион да учи медицина.
Там става секретар и преводач на пионера на киното Огюст Люмиер. Започва да режисира свои филми в началото на 20-те години и скоро се налага като една от водещите фигури на импресионизма в киното с филми, като „Coeur fidèle“ (1923), „Mauprat“ (1926), „La glace à trois faces“ (1927), „La chute de la maison Usher“ (1928).
Жан Епщайн умира на 2 април 1953 г. в Париж.

## Избрана филмография
| година | филм  | оригинално заглавие | бележки |
| ------ | ----- | ------------------- | ------- |
| 1926   | Мопра | Mauprat             |         |

### Литературна и филмова теория
- Bonjour, cinéma. Paris: La Sirène, 1921.
- La Poésie d'aujourd'hui, un nouvel état d'intelligence. Paris: La Sirène, 1921.
- La Lyrosophie. Paris: La Sirène, 1922.
- Le Cinématographe vu de l'Etna. Paris: Les Écrivains réunis, 1926.
- La Photogénie de l'impondérable. Paris: Corymbe, 1935.
- L'Intelligence d'une machine. Paris: J. Melot, 1946.
- Le Cinéma du diable. Paris: J. Melot, 1947.
- Esprit de cinéma. Genève: Jeheber, 1955.
- Écrits sur le cinéma, 1921-1953: édition chronologique en deux volumes. Paris: Seghers, 1974–1975.

### Белетристика
- Les Recteurs et la sirène. Paris: Fernand Aubier/Éd. Montaigne, 1934.
- L'Or des mers. Paris: Librairie Valois, 1932.

### Филмови сценарии
- "La chute de la maison Usher", L'Avant scène du cinéma, nos. 313-314 (October 1983).

## За него
- Jacques Aumont, ed., Jean Epstein: cinéaste, poète, philosophe. Paris: Cinémathèque française, 1998.
- Vincent Guigueno, Jean Epstein, cinéaste des îles. Paris: Jean Michel Place, 2003.
- Prosper Hillairet, Cœur fidèle de Jean Epstein. Crisnée: Yellow Now, 2008.
- Sarah Keller and Jason N. Paul, eds., Jean Epstein: Critical Essays and New Translations. Amsterdam: Amsterdam University Press, 2012.
- Pierre Leprohon, Jean Epstein. Paris: Seghers, 1964.
- Stuart Liebman, Jean Epstein’s Early Film Theory, 1920-1922. PhD Dissertation: New York University, 1980.
- Trond Lundemo, Jean Epstein: intelligensen hos en maskin. Stockholm: Cinemateket, Svenska Filminstitutet, 2001.
- Laura Vichi, Jean Epstein. Milan: Il castoro, 2003.
- Christophe Wall-Romana, Jean Epstein: Corporeal Cinema and Film Philosophy. Manchester: Manchester University Press, 2013.
- Nicole Brenez, Ralph Eue, ed., Bonjour Cinéma und andere Schriften zum Kino. FilmmuseumSynemaPublikationen, Vienna 2008.